# Villanueva de los Castillejos
Villanueva de los Castillejos község Spanyolországban, Huelva tartományban. Villanueva de los Castillejos Alosno, Gibraleón, San Bartolomé de la Torre, Cartaya, Sanlúcar de Guadiana, El Granado és El Almendro községekkel határos. Lakosainak száma 2936 fő (2024).

## Népesség
A település népessége az utóbbi években az alábbiak szerint változott:
| Lakosok száma | 2672 | 2691 | 2768 | 2812 | 2762 | 2758 | 2746 | 2820 | 2849 | 2936 |
|               | 2001 | 2004 | 2006 | 2009 | 2011 | 2014 | 2016 | 2019 | 2021 | 2024 |